# Белимадоре (Виченца)
Белимадоре је насеље у Италији у округу Виченца, региону Венето.
Према процени из 2011. у насељу је живело 47 становника. Насеље се налази на надморској висини од 214 м.